# Гельмлинг, Пётр
Пётр Гельмлинг (нем. Peter Helmling; 1817—1901) — российский математик немецкого происхождения, заслуженный профессор. С 1854 по 1870 год занимал кафедру чистой математики в Дерптском университете.

## Биография
Родился 9 сентября 1817 года  в Эрбахе (ныне — район Хеппенхайма).
В 1837—1843 годах учился на философском факультете Гейдельбергского университета. Затем приехал в Россию, где в 1844 году сдал при Митавской гимназии экзамен на звание домашнего учителя, а в 1846 году, в Дерптском университете, экзамен на старшего учителя математических наук; 6 августа 1850 года он получил степень доктора философии в Гейдельберге и степень магистра в Дерпте 8 августа 1851 года после защиты диссертации «Transformation und Ausmittelung bestimmter Integrale»; 14 февраля 1852 года он был утверждён приват-доцентом университета, в 1854 году стал экстраординарным профессором, а в 1856 году — исполняющим должность ординарного профессора чистой математики. После защиты 5 июня 1859 года докторской диссертации «Untersuchungen über die lineären Differentialgleichungen der zweiten und dritten Ordnung», 30 июля он был утверждён министерством в должности. С 1 января 1867 по 12 мая 1870 года он был деканом физико-математического факультета, а с 1870 по 1873 год проректором. Вышел в отставку, по прошению, в 1887 году. С 9 февраля 1890 года он — заслуженный профессор Дерптского университета.
Также он одновременно преподавал с 1855 по 1890 год в ветеринарной школе и ветеринарном институте.
С 12 июня 1853 года был женат на Анне фон Вульф.
Скончался 11 (24) апреля 1901 года в Ревеле, но был похоронен на Юрьевском кладбище.